# Sratsimir di Kran
Sratsimir di Kran, in bulgaro Срацимир?, (fl. XIII secolo), è stato un nobile bulgaro del XIII secolo, fondatore della dinastia Sratsimir, un ramo della dinastia Shishman.

## Biografia
Sposò Keratsa Petritsa, figlia del despota Shishman di Vidin e di una figlia non identificata di Anna Teodora Asen e del sebastocratore Pietro e pertanto nipote dell'imperatore Ivan Asen II. A seguito di questo matrimonio Sratsimir ricevette, dall'imperatore Teodoro Svetoslav, il titolo di despota di Kran attuale Stara Zagora. Dal suo matrimonio con Keratsa Petritsa, Sratsimir ebbe cinque figli:
- Ivan Alessandro, che divenne despota di Loveč sotto suo zio Michele Shishman, e poi zar di Bulgaria.

- Elena, divenuta regina e poi zarina avendo sposato Stefano Uroš IV Dušan di Serbia.

- Giovanni Comneno Asen, che divenne despota del Principato di Valona (nella costa adriatica).

- Michele, che succedette al padre come despota di Kran.

- Teodora, che fu promessa a Giovanni V Paleologo e poi a Niceforo II Orsini dell'Epiro.